# Бирюса (форум)
Территория инициативной молодёжи (ТИМ) Бирюса — Всероссийский молодёжный образовательный форум (лагерь), проводящийся на берегу Красноярского водохранилища в Красноярском крае. Организатором форума с 2007 года является Краевое автономное учреждение «Центр молодёжных инициатив „Форум“», учредитель агентство молодёжной политики и реализации программ общественного развития Красноярского края.

## История

### 2007 год
У истоков форума стоял журналист и политик А. М. Клешко. Впервые лагерь ТИМ «Бирюса» был проведён в 2007 году. Количество участников тогда составило более четырёх тысяч человек как из городов и районов Красноярского края, так и других регионов России. Именно тогда началось формирование объединённой культуры бирюсинцев. В рамках трёх смен ежедневно проводились тренинги, публичные лекции известных в крае учёных, государственных и общественных деятелей. По итогам смен более ста человек получили сертификаты «Современный молодой лидер».

### 2008 год
В 2008 году на территории лагеря впервые появились форматы «Биржи» и «Олимпиады». Шесть тематических смен посетили более пяти тысяч участников. Это представители крупнейших молодёжных движений края — краевых студенческих отрядов (ККСО), краевого движения волонтеров, Российский союз молодёжи, Х-спорта, Енисейских патриотов, Сибирского федерального университета и др. Всего 22 молодёжных движения и более 400 молодёжных команд, которые представили свои проектные идеи на ТИМ «Бирюса-2008». Тогда вёлся общедружинный рейтинг — помимо общей образовательной программы прошли конкурсы джинглов, палаток, штандартов и др. Каждая из дружин проводила собственный «День открытых дверей». По итогам трёх смен дружина «Сибирский федеральный университет» была признана лидером в общем рейтинге.

### 2009 год
На «Бирюсе» впервые открылись службы «Продюсерский центр» и «Проектный офис».

### 2010 год

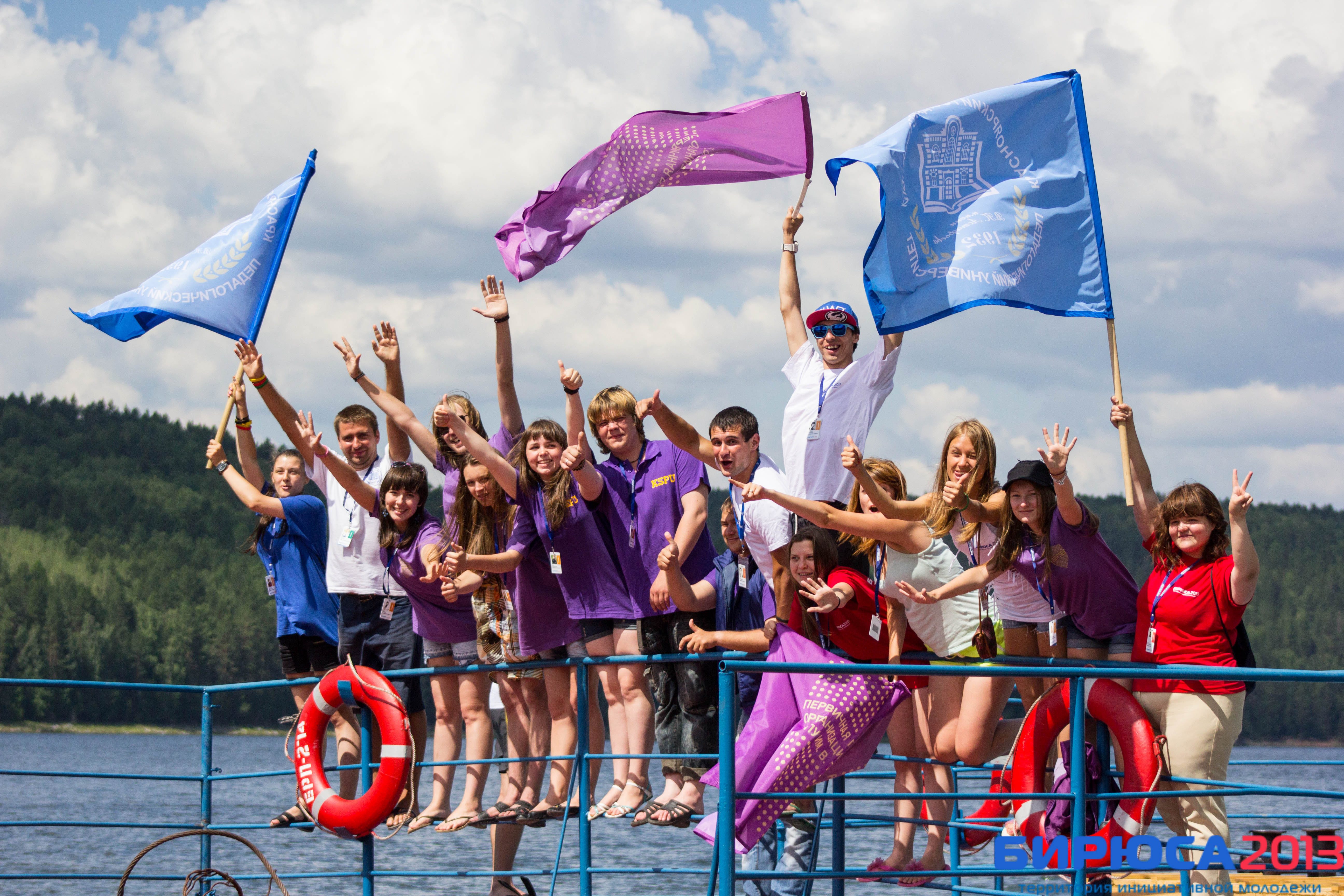
Участники с атрибутикой своих направлений на причале

В 2010 году каждая из смен ТИМ «Бирюса» — «Инфраструктура», «Инициатива» и «Инновации и интеллект» — имела свою специфику. Итоговую смену форума посетили робототехники и научно-технические специалисты, инноваторы, предприниматели и молодые учителя.

### 2011 год
В 2011 году форум изменился не только в содержательном, но и инфраструктурном плане. В рамках форума ТИМ «Бирюса-2011» прошли различные мероприятия, направленные на поддержку молодёжных инициатив.

### 2012 год
В 2012 году девизом форума стал лозунг «Пришло время изобретать, искать, творить!». На территории инициативной появилась новая служба — «Тьюторы».

### 2013 год
С 3 по 8 июля впервые прошёл окружной заезд, который объединил более 20 участников двух смен «Творчество» и «Сибирское здоровье». Особенной в этом году стала и смена «Творчество», которая впервые объединила в себе направления креативных индустрий.

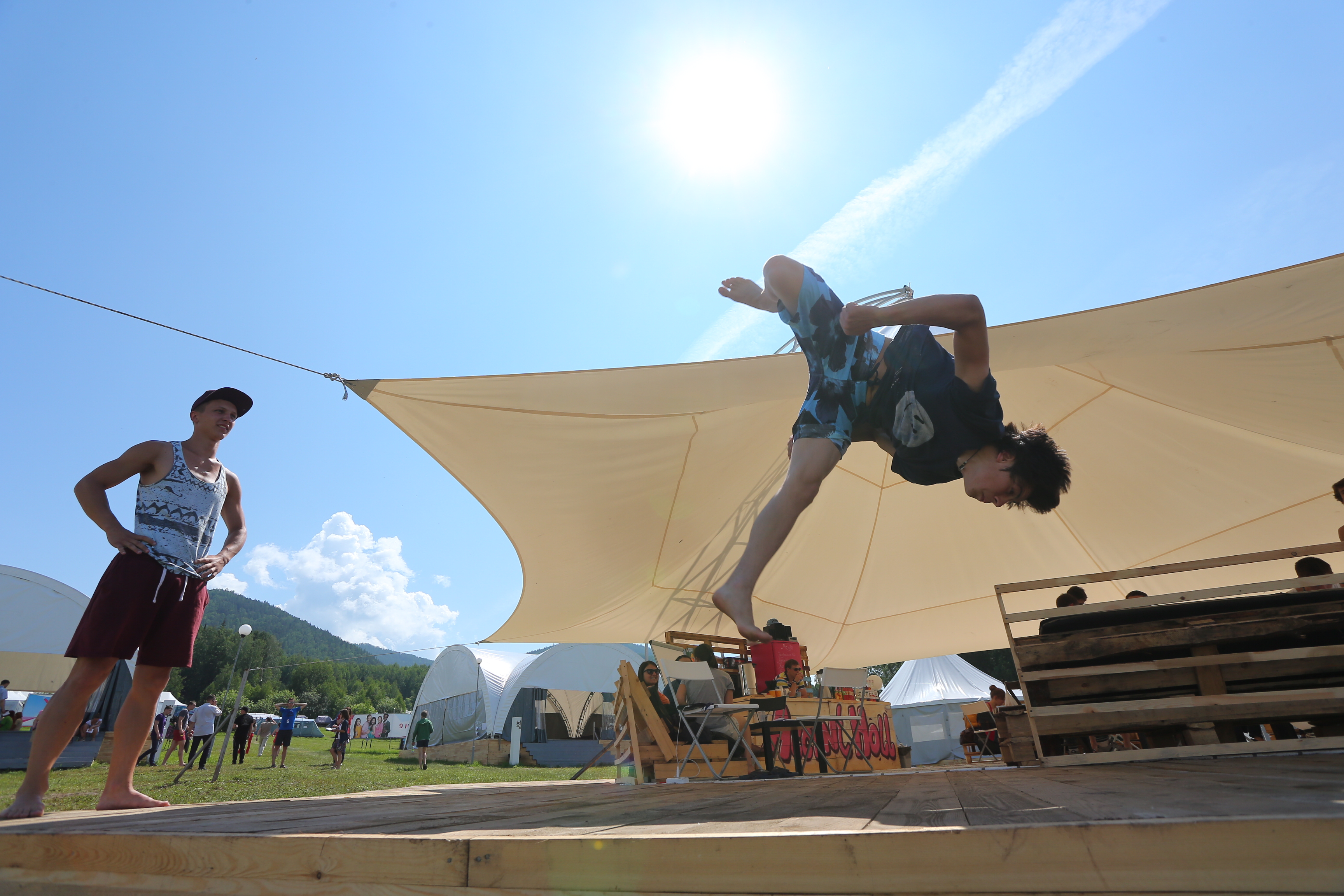
Трикинг в коворкинг зоне

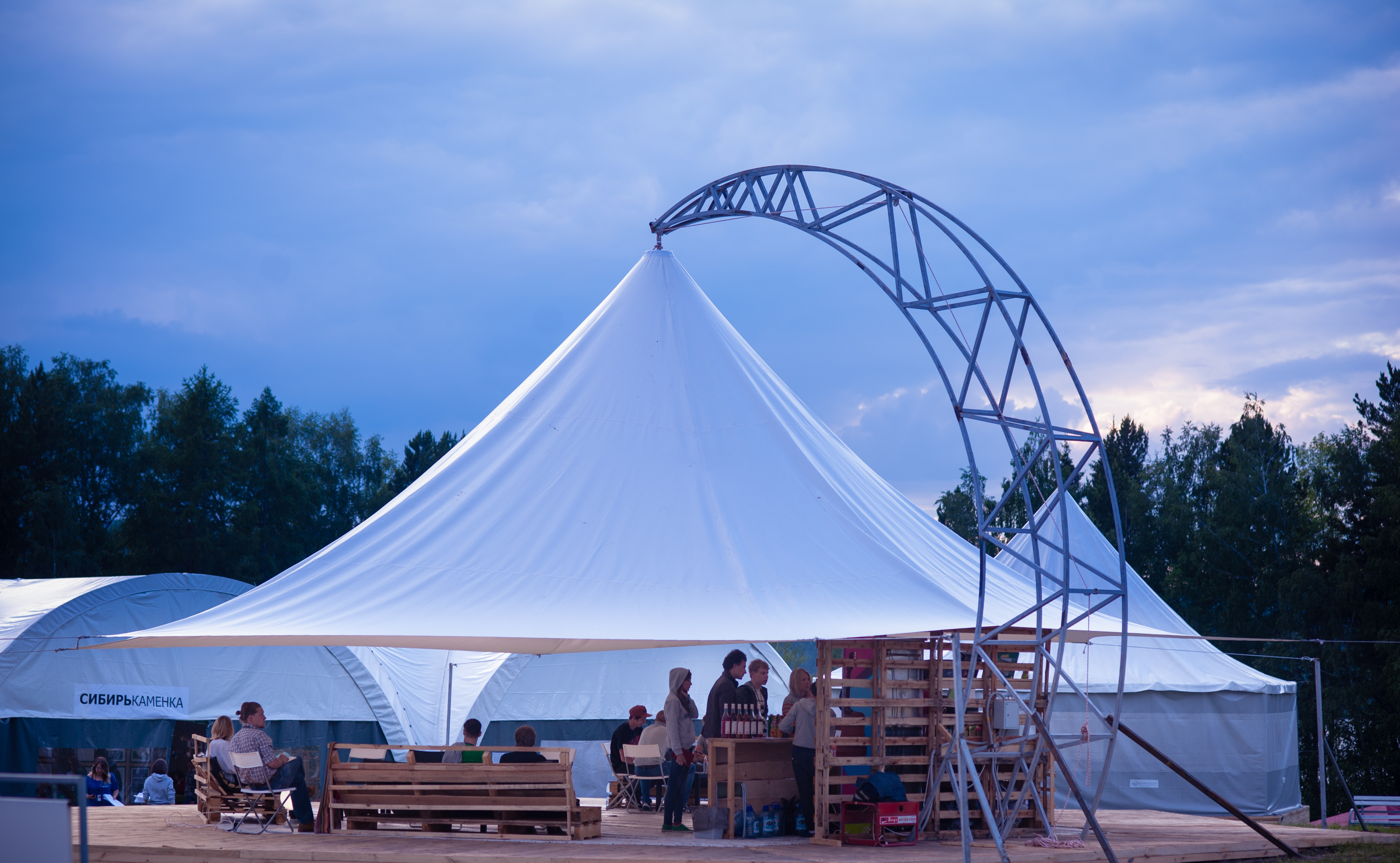
Коворкинг зона на Бирюса 2013

## «Антибирюса»
16-17 июля 2011 года в лесу у Красноярска состоялся гражданский форум «Антибирюса». Форум представил красноярцам альтернативную свободную площадку, организованную снизу общественными активистами, в пику официальной организованной правительством Красноярского края лагерю «Бирюса». В форуме участвовали помимо гражданских активистов и журналистов представители партий и движений: ПАРНАС, Другая Россия, ВКПб, «Воля», «Левый фронт», «Солидарность», Союз коммунистов, правозащитники, Союз репрессированных.